# 比嘉めぐみ
比嘉 めぐみ（ひが めぐみ、1980年11月20日 - ）は、TCP Artist所属のキャスター、レースクイーンである。神奈川県出身、身長163cm。愛称はめぐっちょ。

## 略歴
- 2002年度オートギャラリークイーンコンテスト、TOKYO FM賞受賞
- 2003年、ADVANRQでレースクイーンデビュー
- 2005年、中村純子と共にMFJスーパーバイク「Henkel Danke YAMAHA」レースクイーンを務める[1]。
- 2006年、A&VフェスタでMCデビュー
- 2007年、ジェイコム湘南レポーター、JCN武蔵野三鷹ケーブルテレビ「デイリー武蔵野三鷹（火曜担当）」
- 2009年、横浜F・マリノス応援番組「マイタウン&マイF・マリノス」MC担当（現在出演中）

## 人物
- 元サッカー選手の須藤大輔は小～中学時代の親友である[2]。
- 武下公美や江川曜子とも仲が良い[3]。
- 兄が2人いる[4][5]。